# كيفن ورتمان
كيفن ورتمان (بالإنجليزية: Kevin Wortman)‏ هو لاعب هوكي الجليد أمريكي، ولد في 22 فبراير 1969 في Saugus, Massachusetts ‏ في الولايات المتحدة، وتوفي في 11 أبريل 2018.

## وصلات خارجية
- كيفن ورتمان على موقع دوري الهوكي الوطني (الإنجليزية)
- كيفن ورتمان على موقع قاعة مشاهير الهوكي (لاعب أن.إتش.أل) (الإنجليزية)
- كيفن ورتمان على موقع EliteProspects.com (الإنجليزية)
- كيفن ورتمان على موقع HockeyDB.com (الإنجليزية)
- كيفن ورتمان على موقع Hockey-Reference.com (الإنجليزية)